# Сонома
Сонома (на английски: Sonoma) е окръг в Калифорния. Окръжният му център е град Санта Роза.

## Население
Окръг Сонома е с население от 458 614 души. (2000) 96 души са отбелязали, че са от български произход на последното преброяване на населението.(2000)

## География
Окръг Сонома е с обща площ от 4580 км² (1768 мили²). Граничи на юг с окръг Марин, на югоизток с окръг Солано, на изток с окръг Напа, на североизток с окръг Лейк, а на север с окръг Мендосино.

## Градове
- Кловърдейл
- Петалума
- Ронърт Парк
- Санта Роза
- Себастопол
- Сонома

## Други населени места
- Глен Елън
- Дженър
- Дънканс Милс
- Елдридж
- Кемп Мийкър
- Кенуд
- Марк Уест
- Марк Уест Спрингс
- Пенгроув
- Сий Ранч
- Форествил
- Фрийстоун